# فرانز لودويغ فون أرنبرج
فرانز لودويغ فون أرنبرج (بالألمانية: Franz von Arenberg)‏ (و. 1849 – 1907 م) هو دبلوماسي، وسياسي ألماني، كان عضوًا في حزب الوسط، توفي عن عمر يناهز 58 عاماً.

## مناصب
تولى منصب عضو مجلس النواب الألماني للإمبراطورية الألمانية
- عضو مجلس النواب البروسي

.